# Сервисна станица (филм)
Сервисна станица је југословенски телевизијски филм из 1966. године. Режирао га је Радивоје Лола Ђукић, а сценарио је писао Новак Новак. После филмова Срећа у торби и Нема малих богова представља трећи филм чија се радња наставља после истоимене телевизијске серије.

## Улоге
| Глумац                  | Улога  |
| ----------------------- | ------ |
| Мија Алексић            | Рака   |
| Миодраг Петровић Чкаља  | Јордан |
| Вера Ђукић              | Мара   |
| Ђокица Милаковић        | Паја   |
| Жарко Митровић          | Пера   |
| Драгутин Добричанин     | Власта |
| Михајло Викторовић      | Гроф   |
| Александар Стојковић    | Баџа   |
| Божидар Милетић         | Сретен |
| Миодраг Поповић Деба    |        |
| Душан Крцун Ђорђевић    | Келнер |
| Михајло Бата Паскаљевић |        |
| Љубиша Бачић            |        |
| Душан Кандић            | Мали   |
| Бранислав Радовић       |        |